# Adalbert II. von Saarbrücken
Adalbert II. von Saarbrücken († 17. Juli 1141 in Erfurt) aus der Familie der Saargaugrafen war Erzbischof von Mainz von 1138 bis 1141. 
Er war der Neffe Adalberts I. von Saarbrücken, seines Vorgängers auf dem Mainzer Erzbischofssitz. Sein Vater war Graf Friedrich von Saarbrücken.
Adalbert II. wurde in Mainz, Hildesheim, Paris, Reims und Montpellier ausgebildet. Seine verwandtschaftliche Nähe zum Erzbischof Adalbert I. begünstigte seine Karriere, so dass er früh mehrere Propsteien in Mainz (Stift St. Peter und St. Stephan) und Erfurt (Marienstift) innehatte.
Während der Sedisvakanz des Mainzer Bischofssitzes wurde der Staufer Konrad von Schwaben auf den deutschen Königsthron gehoben. Die Staufer wollten nun den Mainzer Bischofsstuhl mit einem ihrer Parteigänger besetzen. Der 1138 erwählte Adalbert II. war jedoch eher eine Stärkung für das Oppositionslager der Sachsen bzw. Welfen, da er durch die Staufer seine Gebietsansprüche in Erfurt und Thüringen gefährdet sah.
Bedeutende Akzente konnte der Erzbischof jedoch nicht setzen, da er bereits nach drei Jahren als Erzbischof, 1141, in Erfurt starb. Sein Leichnam wurde nach Mainz überführt.